# Nicolas Fouquet

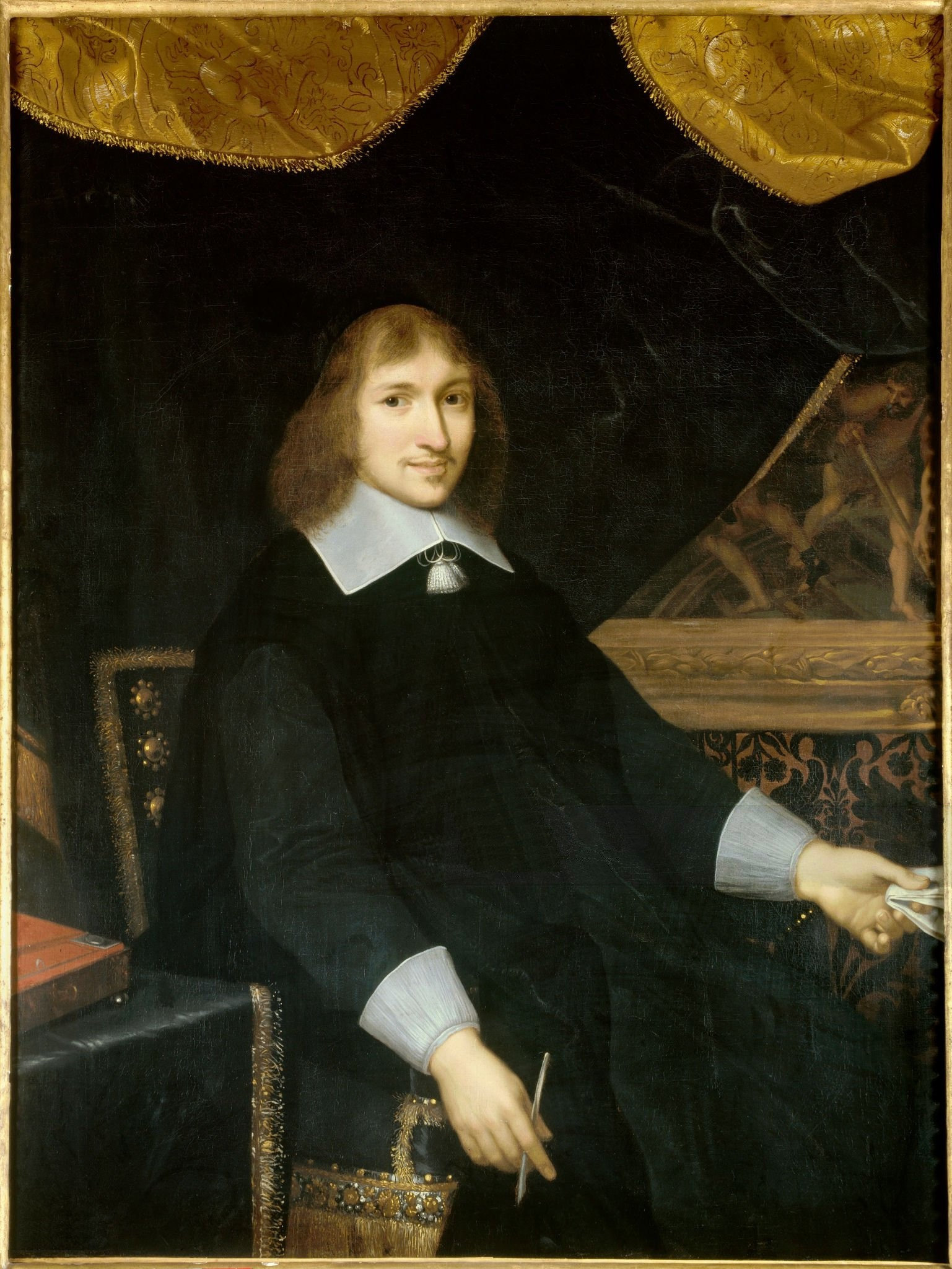
Nicolas Fouquet. Gemälde von Charles Le Brun.
Fouquets Unterschrift:

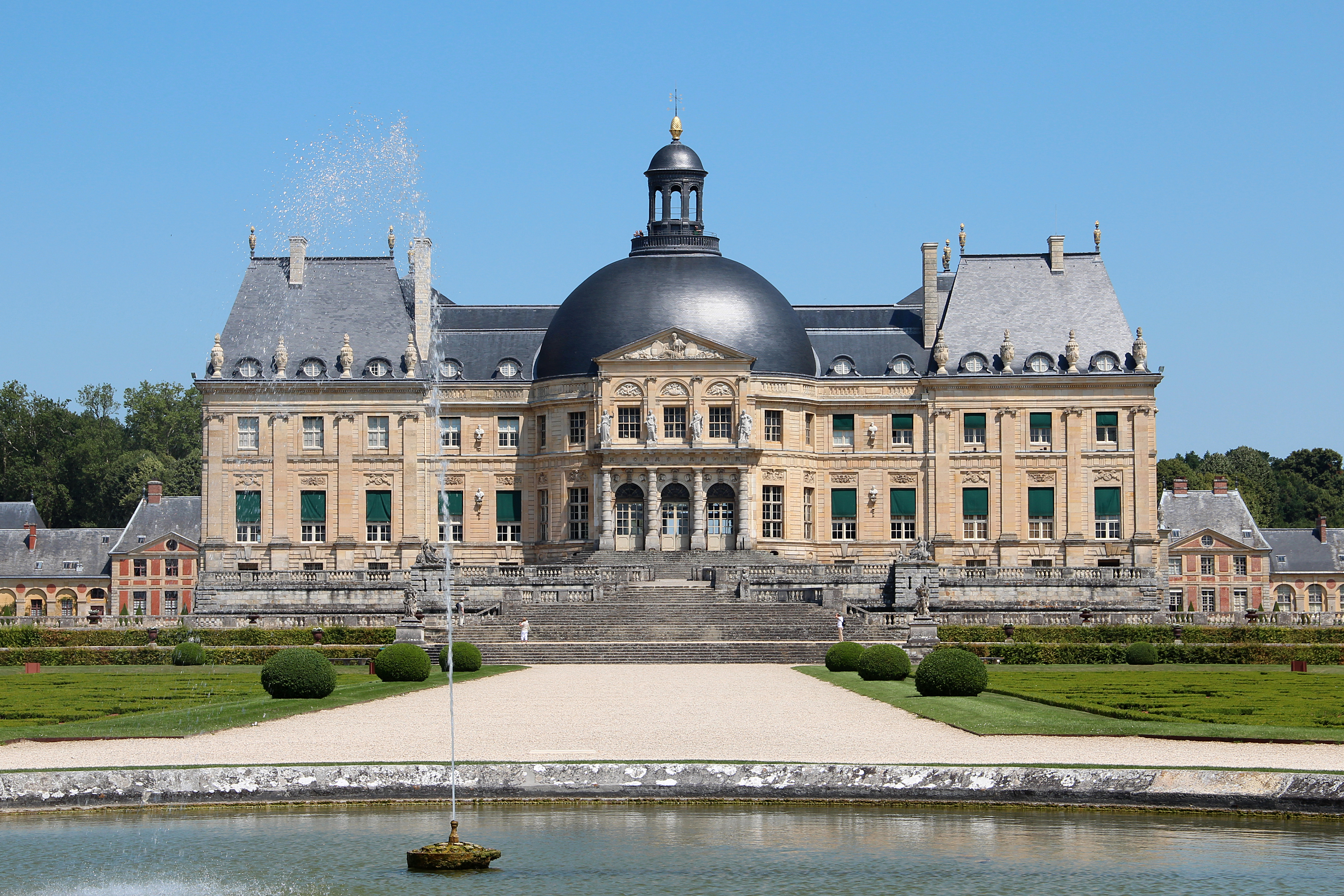
Ansicht der Gartenseite des Schlosses Vaux-le-Vicomte.

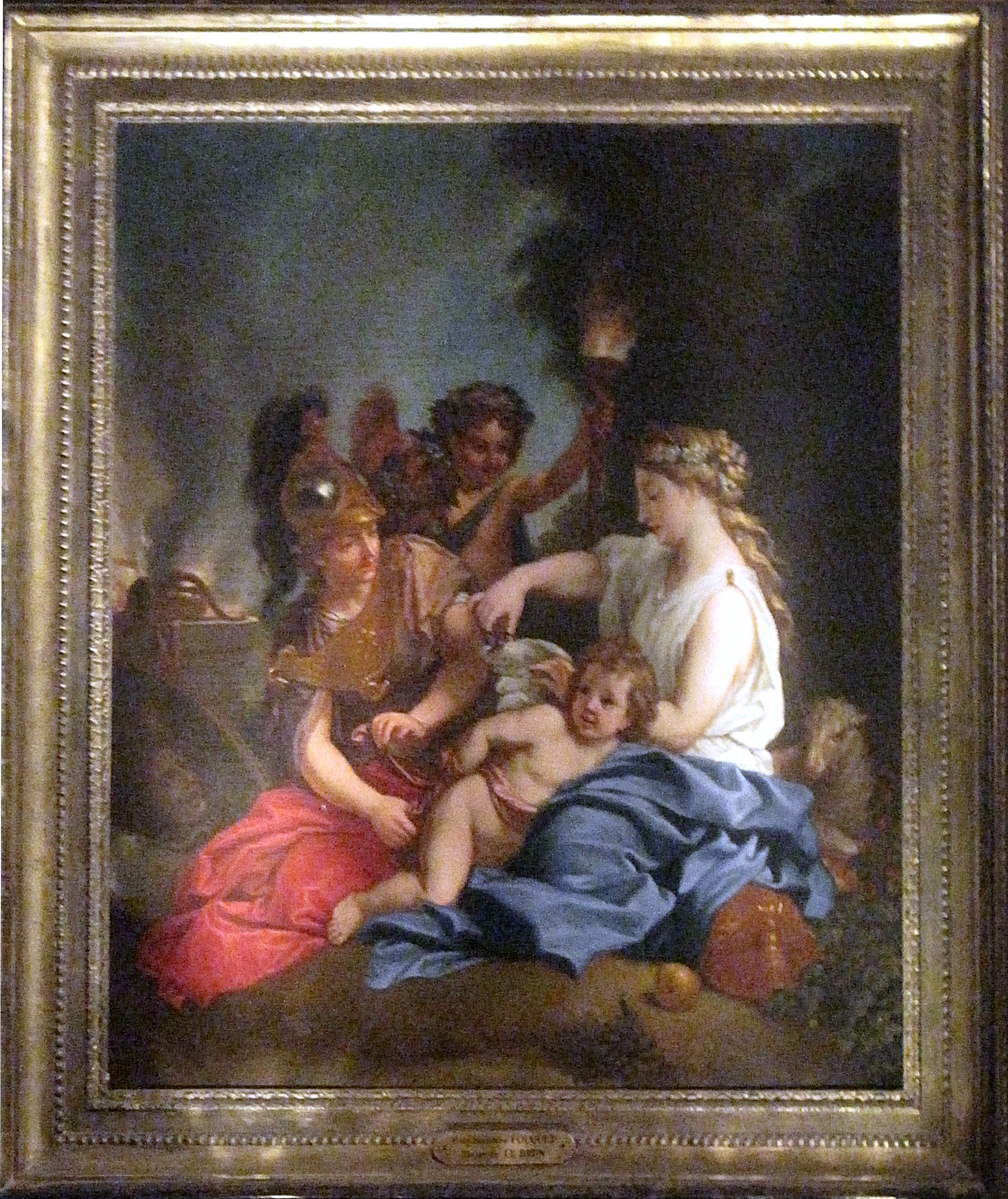
Alte Nachbildung des allegorischen Porträts von Marie-Madeleine de Castille (Madame Fouquet).

Nicolas Fouquet (* 23. Februar 1615 in Paris; † 23. März 1680 in der Festung von Pignerol), Marquis von Belle Isle, Vicomte von Melun und von Vaux, war unter dem jungen Ludwig XIV. Finanzminister.

## Leben
Fouquet stammte aus einer einflussreichen Familie des Amtsadels (noblesse de robe). Sein Vater François IV. Fouquet war Maître des requêtes im Conseil du Roi, seine Mutter war die Schriftstellerin Marie Fouquet, geborene Marie de Maupéou.
Nachdem er bei den Jesuiten zur Schule gegangen war, wurde Fouquet mit dreizehn Jahren als Anwalt am Obersten Pariser Gericht, dem Parlement, zugelassen. Noch in seiner Jugend bekleidete er mehrere höhere Ämter, und 1636, gerade zwanzig, war er in der Lage, das Amt eines Maître des requêtes zu kaufen. 1640 heiratete er in erster Ehe Louise Fourché und kaufte 1641 den Landsitz von Vaux. Zwischen 1642 und 1650 hatte er verschiedene Intendantenposten inne, erst in Provinzen und schließlich bei der königlichen Armee. Nachdem er über Kardinal Mazarin mit dem Hof in Kontakt gekommen war, wurde ihm 1650 gestattet, das wichtige Amt eines Generalprokurator beim Parlement von Paris (Generalstaatsanwaltes) zu kaufen. Während Mazarins Exil blieb er geschickterweise loyal zu ihm, sicherte seinen Besitz ab und hielt ihn über die Situation am Hof auf dem Laufenden.
Nach Mazarins Rückkehr verlangte und erhielt Fouquet als Belohnung das Amt des Oberintendanten der Finanzen (1653), des Surintendant des Finances, eine Stellung, die ihm im unsicheren Zustand der Regierung nicht nur die Entscheidungsmacht darüber gab, mit welchen Geldmitteln die Schulden des Staats bezahlt wurden, sondern auch Verhandlungen mit den financiers gestattete, den Großbankiers, die dem König Geld liehen. Seine Ernennung wurde von der vermögenden Klasse begrüßt, denn seinen großen Reichtum hatte Fouquet zum größten Teil durch seine (zweite) Heirat 1651 mit Marie Castille aus einer wohlhabenden Amtsadelsfamilie erworben.
Sein eigenes Ansehen und vor allem sein unerschütterliches Selbstvertrauen stärkten die Glaubwürdigkeit der Regierung, während seine hohe Stellung im Parlament (er blieb Generalprokurator) seine finanziellen Transaktionen vor Nachforschungen schützte. Vor ihm als Finanzintendant musste Mazarin bald selbst als Bittsteller auftreten. Die langen Kriege und die Habsucht der Höflinge (die dem Beispiel Mazarins folgten) machten es zeitweise notwendig, den Finanzbedarf durch Anleihen auf seinen eigenen Namen zu decken; er wendete aber bald diese Vermengung der öffentlichen Mittel mit seinen eigenen zu seinen Gunsten.
Das Durcheinander in den Finanzen wurde hoffnungslos; betrügerische Vorgänge blieben straflos, und die Bankiers wurden durch offizielle Gefälligkeiten und großzügige Hilfen als Kunden bei der Stange gehalten. Fouquets Vermögen übertraf nun sogar das Mazarins, aber letzterer war zu sehr in ähnliche Vorgänge verwickelt, als dass er hätte eingreifen können. Der Tag der Abrechnung blieb seinem Vertreter und Nachfolger Jean-Baptiste Colbert vorbehalten.

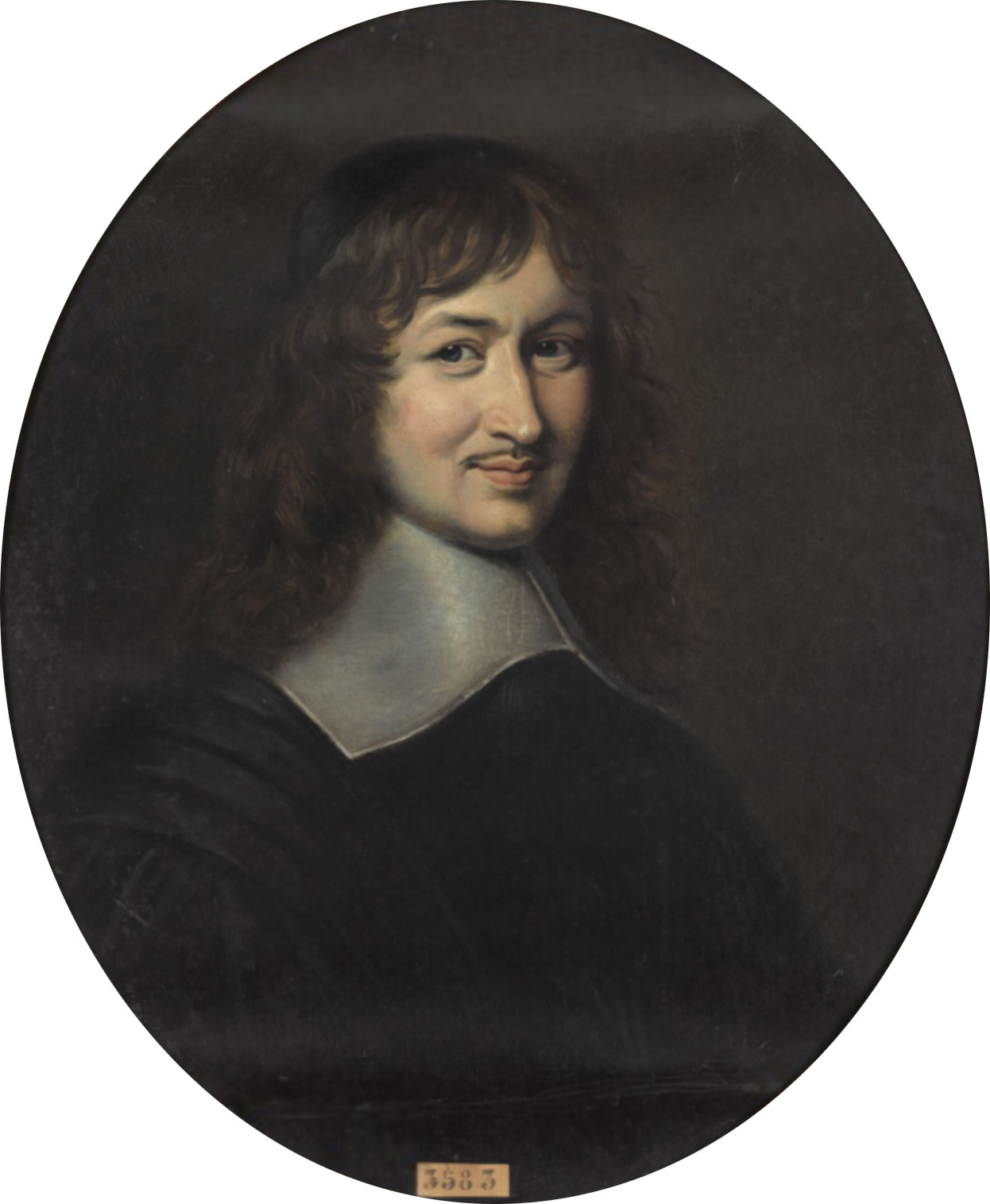
Nicolas Fouquet. Gemälde von Édouard Lacretelle

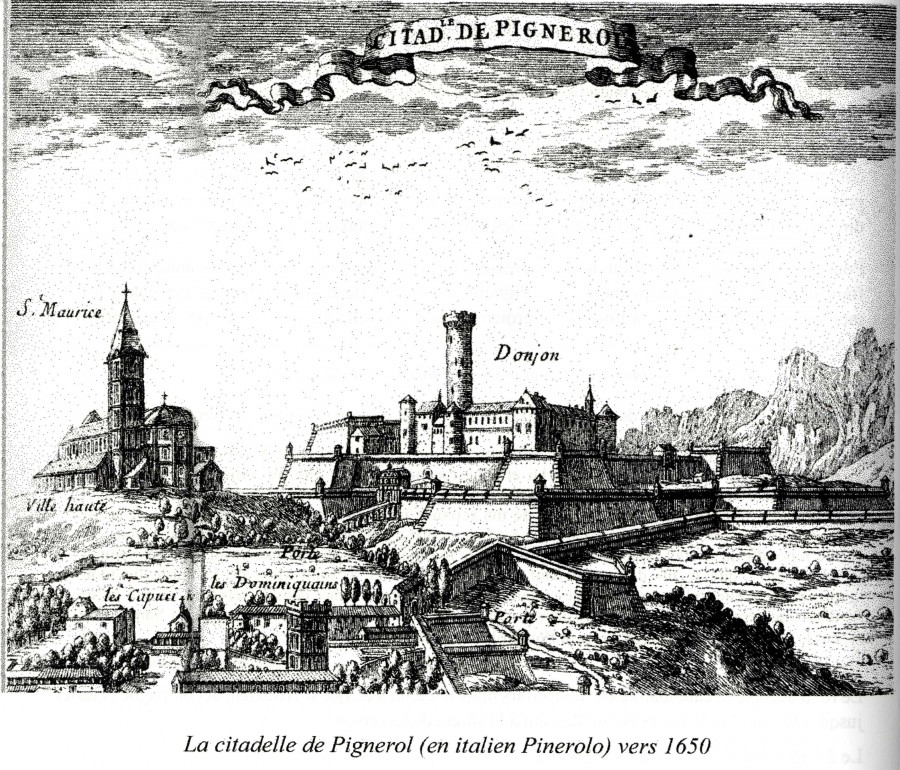
Festung Pinerolo um 1650

Nach Mazarins Tod am 9. März 1661 erwartete Fouquet, zum Regierungschef ernannt zu werden; aber Ludwig XIV. misstraute seinen kaum verstellten Ambitionen, und das bekannte Zitat bei seiner Regierungsübernahme, dass er sein eigener erster Minister werde, sprach er in Hinblick auf Fouquet aus. Colbert nährte das Missfallen des Königs mit negativen Berichten über das Defizit und klagte insbesondere Fouquet an. Die verschwenderischen Ausgaben und die persönliche Zurschaustellung des Finanzministers verstärkten das Übelwollen des Königs. Fouquet hatte enorme Summen für das Schloss Vaux-le-Vicomte ausgegeben, dass er 1656 bis 1661 hatte errichten lassen. 
Hier sammelte er seltene Manuskripte, schöne Gemälde, Juwelen wie Antiquitäten im Überfluss, und überdies umgab er sich mit Künstlern und Schriftstellern. Sein Haus stand der vornehmen Welt offen, und die Küche unterstand François Vatel; La Fontaine, Corneille und Paul Scarron gehörten zu seinen Gästen.
Das Schloss gab in vieler Hinsicht einen Vorgeschmack auf Schloss Versailles. 
Am 17. August 1661 wurde Ludwig XIV. in Vaux mit einer fête unterhalten, der in der französischen Geschichte nur ein oder zwei andere an Großartigkeit gleichkommen. Hier wurde Molières Comédie-ballet Les Fâcheux uraufgeführt. Der prachtvolle Empfang besiegelte Fouquets Schicksal; es war der Tropfen, der das Fass zum Überlaufen brachte. Ludwig XIV. hatte die Befestigungen verschiedener Städte durch Fouquet im Blick und Sorge, eine weitere Fronde, angeführt von Fouquet, könne ihm gefährlich werden. Er war jedoch zu vorsichtig, offen etwas gegen einen so mächtigen Minister zu unternehmen. Durch schlaue Kunstgriffe – Fouquet wurde ein noch höheres Amt suggeriert bzw. er bildete sich ein, dieses erlangen zu können – wurde er dazu verleitet, sein Amt als Generalprokurator zu verkaufen. Auf diese Weise zahlte er den Preis an die Schatzkammer und verlor den Schutz seiner Privilegien.
Drei Wochen nach dem Besuch in Vaux-le-Vicomte, am 5. September 1661, als der König wegen einer Rede vor der Ständeversammlung in Nantes war, wurde Fouquet, der ihn begleitet hatte, von Charles d’Artagnan verhaftet. Der Prozess gegen Fouquet dauerte fast drei Jahre, und die Verletzung der Regeln der Justiz in dem Verfahren ist das Thema zahlreicher Monographien. Die öffentliche Meinung war auf Fouquets Seite, und viele schrieben Petitionen in seinem Namen, darunter La Fontaine und Madame de Sévigné. Ludwig verhielt sich durchweg, als führe er einen Feldzug gegen Fouquet; offenbar fürchtete er, dass Fouquet die Rolle eines Kardinal Richelieu spielen würde. Das Gericht verurteilte ihn schließlich zur Verbannung, aber der König setzte sich in einem absolutistischen Akt darüber hinweg und wandelte das Urteil in lebenslange Haft um. Im Ausland hätte der ehemalige Finanzminister zu viel verraten können bzw. seinen Machenschaften freien Lauf lassen können. Fouquet wurde Anfang 1665 in die Festung von Pignerol (Pinerolo) gebracht, wo er 1680 starb. Während seiner Haftzeit hatte er Kontakt zu dem Mann mit der eisernen Maske. Dieser stand Fouquet zeitweise auch als Diener zur Verfügung, wenn sein eigentlicher Haft-Diener La Rivarol krank war.
Der Marschall Charles Louis Auguste Fouquet de Belle-Isle (1684–1761) war Fouquets Enkel.

## Werke
- Fouquetiana. s.n., Paris ca. 1660